# Jachimowice (stacja kolejowa)
Jachimowice – dawna stacja kolejowa kolejki wąskotorowej w Jachimowicach, w gminie Samborzec, w powiecie sandomierskim, w województwie świętokrzyskim.